# François Kabangu wa Mutela
François Kabangu wa Mutela (* 1. Juni 1924 in Basankusu, Belgisch Kongo; † 27. Mai 1995) war ein kongolesischer Geistlicher und römisch-katholischer Bischof von Luebo.

## Leben
François Kabangu wa Mutela empfing am 8. Dezember 1956 das Sakrament der Priesterweihe.
Am 26. September 1967 ernannte ihn Papst Paul VI. zum Bischof von Luebo. Der Apostolische Nuntius in der Demokratischen Republik Kongo, Erzbischof Jean-Marie Maury, spendete ihm am 17. Dezember desselben Jahres die Bischofsweihe; Mitkonsekratoren waren der Erzbischof von Luluabourg, Martin-Léonard Bakole wa Ilunga, und der Bischof von Luiza, Bernard Mels CICM.
Papst Johannes Paul II. nahm am 10. Dezember 1987 das von François Kabangu wa Mutela vorgebrachte Rücktrittsgesuch an.